# Rezolucja Rady Bezpieczeństwa ONZ nr 650
Rezolucja Rady Bezpieczeństwa ONZ nr 650 została przyjęta jednomyślnie 27 marca 1990 r.
Po przypomnieniu rezolucji 637 (1989) i 644 (1989), Rada zatwierdziła sprawozdanie Sekretarza Generalnego i postanowiła wyrazić zgodę na rozszerzenie mandatu ONUCA o udział w demobilizacji Contras w Nikaragui.
Decyzją Rady, kontyngent ONUCA został zwiększony o dodatkowych 800 pracowników, w tym wenezuelski batalion bojowy mający za zadanie nadzór rozbrojenia w Hondurasie. Zwrócono się również do Sekretarza Generalnego z wnioskiem o informowanie Rady w zakresie realizacji rezolucji.